# Серхио Агуеро
Сѐрхио Леонел Агу̀еро дел Кастильо (на испански: Sergio Leonel Agüero del Castillo), по прякор Кун, е бивш аржентински футболист, нападател. Роден е на 2 юни 1988 г. в град Килмес, провинция Буенос Айрес. Висок е 1,73 метра. Отказва се от футбола на 15 декември 2021 г. заради сърдечни проблеми.

## Кариера
Агуеро става най-младия футболист, дебютирал в майсторската група на аржентинското първенство, след като на 7 юли 2003 г. излиза за Индепендиенте срещу Атлетико Сан Лоренсо. Тогава той е само на 15 години и 35 дена и така подобрява рекорда на футболната легенда Диего Марадона, който му е бивш тъст.
След края на сезон 2005/06 Агуеро заминава за Испания, където се състезава за Атлетико Мадрид. Според слуховете интерес към него има още от Байерн Мюнхен, Палермо и Ливърпул. Агуеро подписва 6-годишен договор с мадридчани, а само трансферната сума възлиза на 23 милиона евро. Така той става най-скъпата придобивка за клуба. Пресата го сочи за един от най-големите таланти в испанското първенство заедно със сънародника му Лионел Меси.
Агуеро има няколко мачове за младежкия национален отбор на Аржентина, с който е шампион на световното първенство за младежи до 20 г. през 2005 г.
От 2008 г. живее с Джанина Марадона (р. 1988) – малката дъщеря на Диего Марадона. На 19 февруари 2009 г. в Мадрид им се ражда син Бенджамин. Там са 20-годишният баща Агуеро и 48-годишният дядо Марадона, дошъл за раждането на първия си внук. След 4 месеца Агуеро е засечен от аржентински медии в компанията на 22-годишната Луисиана Вакарели, италиански фотомодел, докато е на почивка в Палермо. 
През лятото на 2011 г. преминава в Манчестър Сити за сумата от 38 милиона английски лири /43 милиона евро/. Официалня си дебют прави на 15 август 2011 при победата на Сити с 4:0 срещу новакът Суонзи. Тогава Агуеро влиза като резерва в 60-а минута, отбелязва 2 гола и прави асистенция към Давид Силва.
През 2012 г. Джанина се разделя със Серхио и през 2013 г. се прибира с детето в Аржентина. Аржентинският в. „Оле“ разкрива една от причините за раздялата. Агуеро подкрепя своя тъст Диего Марадона (52 г.) за връзката му с по-младата със 17 години Вероника Охеда. Тя е бременна, а откакто този факт става известен, дъщерите му Далма и Джанина не говорят с татко си. Но Серхио защитава Диего и влиза в конфликти по темата с половинката си. Куриозното е, че самият дон Диего изоставя бременната Вероника, станала „ябълка на раздора“. Според „Оле“ Джанина е недоволна от някои купони, на които Серхио е централна фигура. Имало и доста момичета, а и поведението му не е било безупречно. Използвал всяка почивка във Висшата лига, за да вдигне шумно парти. 
Детето му прави първата си футболна тренировка за деца под 6 години в Академията на „Манчестър Сити“ през април 2014 г. и успява с първото докосване на топката да обере овациите. 